# Polymastia bartletti
Polymastia bartletti är en svampdjursart som beskrevs av de Laubenfels 1942. Polymastia bartletti ingår i släktet Polymastia och familjen Polymastiidae. Inga underarter finns listade i Catalogue of Life.